# Timberlane (Louisiana)
Timberlane és una població dels Estats Units a l'estat de Louisiana. Segons el cens del 2000 tenia 11.405 habitants.

## Demografia
Segons el cens del 2000, Timberlane tenia 11.405 habitants, 4.017 habitatges, i 3.101 famílies. La densitat de població era de 2.057,7 habitants/km².
Dels 4.017 habitatges en un 36,5% hi vivien nens de menys de 18 anys, en un 57,4% hi vivien parelles casades, en un 15% dones solteres, i en un 22,8% no eren unitats familiars. En el 18,6% dels habitatges hi vivien persones soles el 3,7% de les quals corresponia a persones de 65 anys o més que vivien soles. El nombre mitjà de persones vivint en cada habitatge era de 2,81 i el nombre mitjà de persones que vivien en cada família era de 3,2.
Per edats la població es repartia de la següent manera: un 26% tenia menys de 18 anys, un 9,9% entre 18 i 24, un 29,6% entre 25 i 44, un 26,2% de 45 a 60 i un 8,3% 65 anys o més.
L'edat mediana era de 36 anys. Per cada 100 dones de 18 o més anys hi havia 91,6 homes.
La renda mediana per habitatge era de 49.278 $ i la renda mediana per família de 55.573 $. Els homes tenien una renda mediana de 38.714 $ mentre que les dones 25.370 $. La renda per capita de la població era de 20.674 $. Entorn del 7,2% de les famílies i el 8,5% de la població estaven per davall del llindar de pobresa.

## Poblacions més properes
El següent diagrama mostra les poblacions més properes.